# Орловка (Ачинский район)
Орловка — деревня в Ачинском районе Красноярского края России. Входит в состав Горного сельсовета.

## География
Деревня расположена в 10 км к востоку от райцентра Ачинск.

## Население
| 1989 | 2002 | 2010 |
| ---- | ---- | ---- |
| 108  | ↗154 | ↘145 |

Гендерный состав
По данным Всероссийской переписи населения 2010 года 75 мужчин и 70 женщин из 145 чел.